# کارل رایشنباخ
کارل رایشنباخ (آلمانی: Carl Reichenbach؛ ۱۲ فوریهٔ ۱۷۸۸ – ۱۹ ژانویهٔ ۱۸۶۹) یک شیمی‌دان اهل آلمان بود.